# 可转换债券
可转换债券（Convertible Bond，CB），简称可转债，又作可換股債券，是一种混合债券及金融衍生品，可按一定规则转换为债券发行公司的股票；其转换价格、转换时间段会在发行前确定。由于附加了认股权证（期权）等多种权益，可转换债券的票面利率通常比一般的企业债券低。从发行者的角度看，用可转换债券融资的主要优势在于可以减少利息费用，增加股权融资，降低负债率；但如果债券被转换，公司原股东的股权将被稀释。
2020年，中国的可转债市场火爆主要是因为可转债规模小、T+0交易，容易被市场投机资金盯上，短期出现炒作现象。10月23日，证监会发布《可转换公司债券管理办法(征求意见稿)》表示，可转债是企业再融资的重要渠道之一，针对近期出现的个别可转债被过分炒作、大涨大跌现象，着重解决投资者适当性管理不适应、交易制度缺乏制衡等问题。同时还强调防范交易风险，加强投资者保护。

## 相关概念
- 转股价格：指在转股期内，多少面值的可转债可以转换成一股正股股票，例如以 15.78 元面值的可转债兑换 1 股目标股票。如触发转股价下修条款，发行公司有权经股东大会通过后，下调转股价格。
- 转股价值：也叫平价，是可转债按转股价格转换为股票正股后的市价。可转债面值 / 转股价 x 正股现价=转股价值。
- 转股溢价率：也叫平价溢价率，是可转债市价高于转股价值（平价）的幅度。转债价格/转股价值-1=转股溢价率，假设某可转换债券转股溢价率为-5%，即在不考虑交易成本的情况下，按市价买入可转债，并兑换成相应正股，按正股现价格计算，投资者可盈利5%。
- 纯债价值：也叫债底，底价，指可转债内纯债权益部分的价值，仅计算投资者购买可转债至到期，所有债券本金及收益贴现后得出的货币价格。可转债券纯债价值 =（转债票息+到期赎回价格+补偿利率）/贴现率。
- 纯债溢价率：是可转债市价高于纯债价值的幅度。纯债溢价率=可转债市价/纯债价值-1，纯债溢价率越低，越说明此可转债的性质越接近于普通企业债券。
- 到期收益率：Yield To Maturity，简称YTM，指投资者以当前的市场成交价购买债券，并持有到期时的全部收益贴现价值计算的平均年化收益率。
- 隐含波动率（Implied Volatility）：一个期权的隐含波动性是用某个期权定价模型，从该期权的市场价格（权利金）中计算出的波动性。
- 转股价格下调：当正股收盘价多个交易日低于当期转股价值的某个百分比时，例如，当公司股票在任意连续三十个交易日中有十五个交易日的收盘价低于当期转股价格的80%时，公司有权提出转股价下调方案，并在股东大会通过后实行。当公司发生送股，配股，派发现金红利等操作时，公司也会相应调整转股价格。
- 赎回：当可转债价格触发提前赎回条款时，公司有权利按债券面值加上应计利息的价格强制赎回可转债，触发条件一般为正股收盘价多个交易日高于当期转股价值的某个百分比，例如公司股票在任意连续30个交易日中至少15个交易日的收盘价格不低于当期转股价格的130%（含130%）时，这种情况叫“强制赎回”。当因可转债未转股余额过少，触发相关赎回机制时也会产生赎回，称为“余额赎回”。最后一种情况是可转债到期后公司按约定赎回债券，叫“到期赎回”。
- 回售：在可转债回售期限（一般在可转债续存的最后两个计息年度）内，正股收盘价连续多个交易日低于当期转股价格的某个百分比时，例如公司股票在任何连续三十个交易日的收盘价低于当期转股价格的70%时，公司有义务以事先约定的本息价格购买投资者手中全部或部分可转债，这种情况简称“强制回售”。回售触发条款会比转股价下调触发条款更难触发。

## 價值評估
从定价的角度看，可转换债券由债券和认股权证两部分资产组成。对可转换债券定价需要假定
- 所对应的股票的价格波动程度，从而对认股权证定价
- 固定收益部分的债券息差（credit spread），它由该公司的信用程度和该债券的优先偿付等级（公司无法偿付所有债务时对各类债务的偿还次序）决定。

如果已知可转换债券的市场价值，可以通过假定的债券息差来推算隐含的股价波动程度，反之亦然。
这种波动程度/信用的划分是标准的可转换债券的定价方法。除了上文提及的可交换债券，无法将股价波动程度和信用完全分开。高波动程度（有利于投资人）往往伴随着恶化的信用（不利）。优秀的可转换债券投资者是那些能在两者间取得平衡的人。
一种简单的可转换债券的定价方法，是将其拆分为普通债券和欧式看涨期权两部分。其中普通债券部分的价值可通过贴现计算，而欧式看涨期权部分的价值可以通过布莱克-舒尔斯模型进行计算。但这种方法忽略了一些事实，比如，利率和债券息差都是随机的，可转换债券往往附带可赎回或可回售条款，以及转换比率的定期重置等等。最普遍的可转换债券定价方法是有限差分模型，例如二叉或三叉树。此外，对于更复杂的情况，还可以通过蒙特卡罗方法进行模拟计算。

## 可转换证券分类
- 可转换公司债券：按一定规则，持有者有权选择将债券转换为债券发行公司股票的一种企业债券。
- 可分离债券：又称附认股权公司债或附认股权证公司债，英文 Bond with attached warrant 或 equity warrant bonds（简称WBs），认股权证和债权相互独立，可分别交易的可转换公司债券。
- 可交换债券（Exchangeable Bond，简称EB）：按一定规则，持有者有权将债券转换为债券发行公司之外的其他指定上市公司股票的企业债券。
- 可转换优先股（convertible preferred stock）：按一定规则，持有者有权将优先股转换为普通股的优先股。
- 强制转换证券（Mandatory Convertibles）：一种短期证券，通常收益率很高，多数为必须转换为股票的企业债券。
- 應急可轉債（Contingent Convertible Bond, 簡稱COCO）或（Enhanced Capital Note, 簡稱ECN）